# Cinematică stelară
Cinematica stelară este studiul mișcării unei stele fără a fi nevoie să se înțeleagă cum aceasta a fost atinsă. Este diferită de dinamica stelară, care ia în vedere și efectele gravitaționale. Mișcarea unei stele raport cu Soarele poate aduce informații importante despre originea și vârsta unei stele, dar și despre structura și evoluția galaxiei înconjurătoare.
Cinematica stelară distinge mai multe tipuri de mișcări individuale și colective ale stelelor.